# پوروگ‌سنت‌کیرای
پوروگ‌سِنت‌کیرای (به مجاری:  Porrogszentkirály) یک منطقهٔ مسکونی در مجارستان است که در ناحیه چورگو واقع شده‌است. پوروگ‌سنت‌کیرای ۱۳٫۶۵ کیلومتر مربع مساحت و ۲۶۲ نفر جمعیت دارد.